# Ньёль-сюр-Мер
Ньёль-сюр-Мер (фр. Nieul-sur-Mer) — коммуна во Франции, находится в регионе Пуату — Шаранта. Департамент коммуны — Шаранта Приморская. Входит в состав кантона Ла-Рошель 9-й кантон. Округ коммуны — Ла-Рошель.
Код INSEE коммуны — 17264.

## Население
Население коммуны на 2010 год составляло 5640 человек.
| 1962 | 1968 | 1975 | 1982 | 1990 | 1999 | 2010 |
| ---- | ---- | ---- | ---- | ---- | ---- | ---- |
| 1574 | 1763 | 2581 | 4057 | 4957 | 5644 | 5640 |